# Andrena bocensis
Andrena bocensis är en biart som beskrevs av Donovan 1977. Andrena bocensis ingår i släktet sandbin, och familjen grävbin. Inga underarter finns listade i Catalogue of Life.